# سياسة أستراليا
تجري سياسة أستراليا ضمن إطار نظام حكم ملكي برلماني دستوري فيدرالي اتحادي. حافظت أستراليا على نظام سياسي ديمقراطي ليبرالي ضمن دستورها، الذي يعتبر من أقدم دساتير العالم، منذ الاتحاد في عام 1901. تُعد أستراليا سادس أقدم حكم ديمقراطي متواصل في تاريخ العالم، وتعمل ضمن نظام الحزبين، والاقتراع فيه إجباري.
في عام 2018، صنفت وحدة الاستخبارات الاقتصادية أستراليا كـ«ديمقراطية كاملة» على مؤشر الديمقراطية.
أستراليا دولة اتحادية أيضًا، تتوزع فيها السلطة بين الحكومة الفيدرالية والولايات والمقاطعات.
تنقسم الحكومة الفيدرالية إلى ثلاثة أقسام:
- السلطة التشريعية: برلمان ثنائي التمثيل، تعرفه المادة الأولى في الدستور، ويضم الملك (التي يمثلها الحاكم العام)، ومجلس الشيوخ، ومجلس النواب.
- السلطة التنفيذية: المجلس التنفيذي الاتحادي، والذي يمنح الصفة القانونية لقرارات مجلس الوزراء، وتضم رئيس الوزراء، ووزراء الولايات الذين يقدمون المشورة للحاكم العام.
- السلطة القضائية: المحكمة العليا في أستراليا، وغيرها من المحاكم الفيدرالية، التي يعين الحاكم العام قضاتها.

يمزج شكل نظام الحكم الأسترالي بين عناصر مقتبسة من الأنظمة السياسية لكل من المملكة المتحدة (دمج السلطات، والملكية البرلمانية) والولايات المتحدة الأمريكية (الاتحادية، الدستور المكتوب، والتمثيل الثنائي)، مع حضور قوي لخصائص الحكم الأصلية، ولذلك يطلق عليه اسم «طفرة واشمنستر» (بدمج بداية كلمة «واشنطن» ونهاية كلمة «ويستمنستر» التي ترمز إلى النظام البرلماني البريطاني).

## السلطة التشريعية

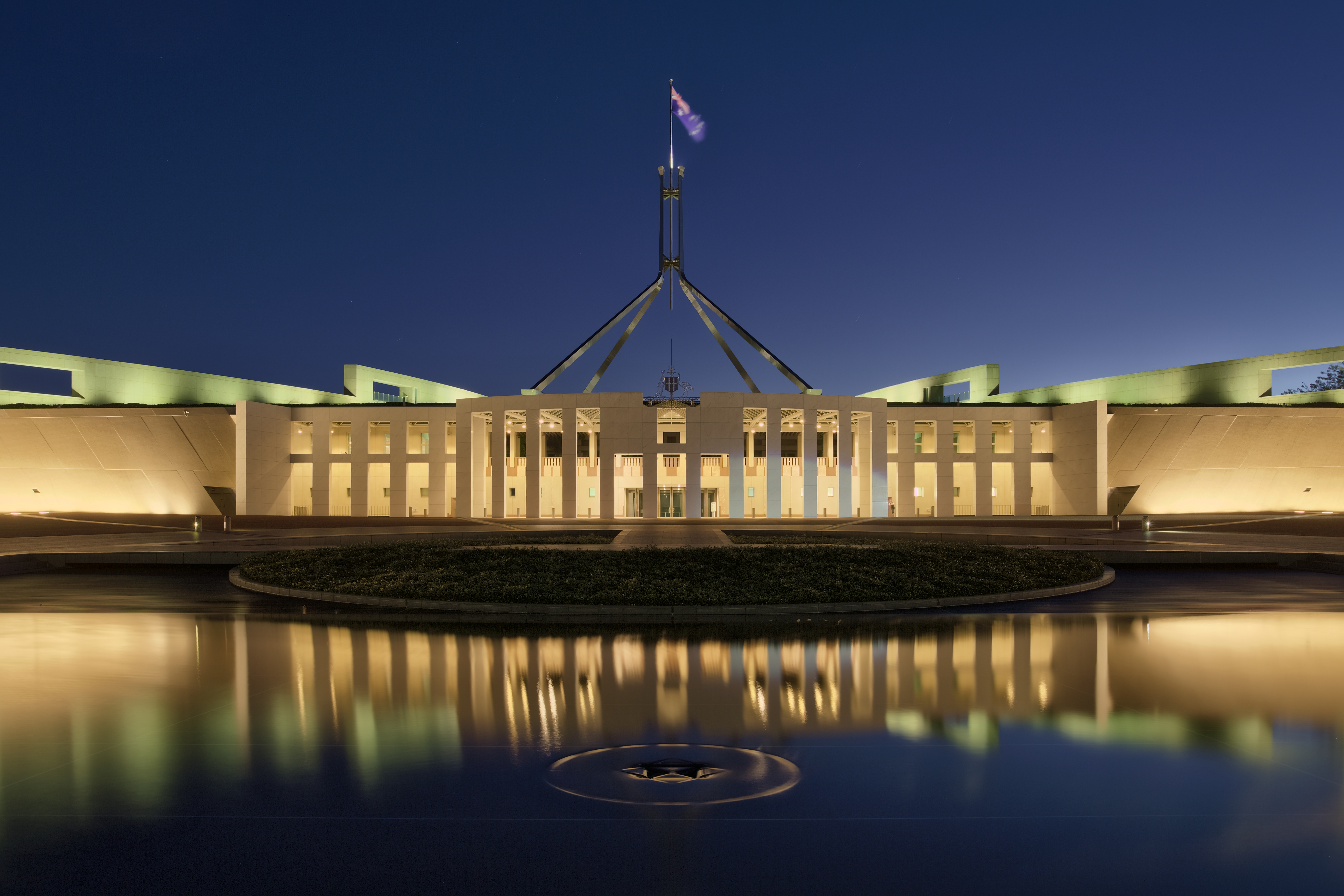
مجلس البرلمان في كانبيرا.

يعرف البرلمان الأسترالي باسم برلمان الكومنويلث أو البرلمان الاتحادي، وهو السلطة التشريعية في نظام الحكم الأسترالي. يتألف البرلمان من مجلسين، وتأثر بنظام ويستمنستر البرلماني البريطاني والاتحادية الأمريكية. وفقًا للبند الأول من الدستور الأسترالي، يتألف البرلمان من: الملكة، ومجلس الشيوخ، ومجلس النواب.
يضم مجلس النواب 151 عضوًا، يُنتخب واحدهم لمدة لا تتجاوز ثلاثة أعوام لتمثيل شعبة انتخابية. يستخدم الاقتراع ضمن الشعبة الانتخابية نظام جولة الإعادة المباشرة للاقتراع التفضيلي، وهو نظام له جذوره في أستراليا. يشكل الحكومة الحزب أو الائتلاف الذي يحوز على ثقة أغلبية الأعضاء في مجلس النواب.
يتكون مجلس الشيوخ الأسترالي من 76 عضوًا. يمثل كل ولاية من الولايات الست اثنا عشر سيناتورًا لكل واحدة، ويمثل مقاطعتي البر الرئيسي سيناتوران اثنان لكل منهما، ويُنتخبون من خلال نظام التصويت الواحد القابل للتحويل.
ينتخب أعضاء مجلس الشيوخ لفترات لا تتجاوز الست سنوات، مع خوض نصف الأعضاء الانتخابات الفيدرالية.
يوكل الدستور الأسترالي إلى مجلس الشيوخ العديد من السلطات، التي لا تجاريها مثيلتها من المجالس العليا ضمن نظام ويسمنستر في المملكة المتحدة وكندا. ويحق لمجلس الشيوخ الأسترالي أن يوقف تشريعًا صادرًا من مجلس النواب. يحق لمجلس الشيوخ أيضًا أن يحل الحكومة، وهو ما حصل خلال الأزمة الدستورية الأسترالية في عام 1975.
نظرًا لأن مشاريع القوانين يجب أن تقر في كلا المجلسين، يمكن نظريًا أن تعرقل الخلافات بين مجلس النواب ومجلس الشيوخ سيرَ الحكومة إلى أجل غير مسمى. يمكن تجاوز حالات الجمود السياسية هذه وفقًا للمادة 57 من الدستور، باستخدام إجراء يسمى اقتراع حل المجلسَين. يندر اللجوء إلى هكذا إجراء، لأنه يشكل خطرًا سياسيًا على أي حكومة تنادي بعقده. منذ قيام الاتحاد الفيدرالي الأسترالي، تم اللجوء 6 مرات إلى هذا الإجراء السياسي، وسقطت الحكومات الداعية إليه في ثلاث حالات.

## السلطة التنفيذية

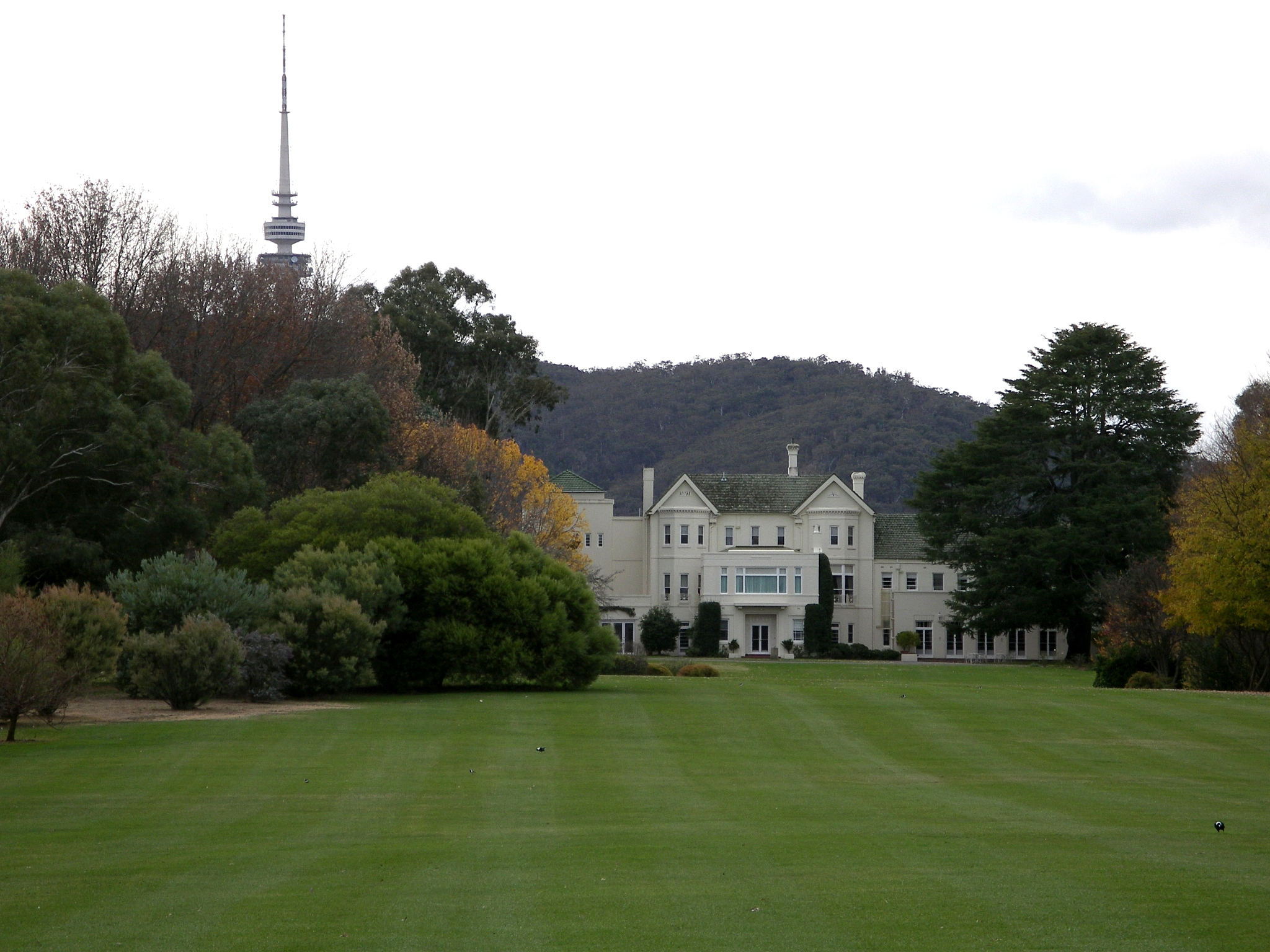
مجلس الحكومة الأسترالي في كانبيرا

ينقسم رأس هرم السلطة في أستراليا إلى مركزين: ملك أستراليا والحاكم العام الأسترالي. من ضمن مهمات الحاكم العام تعيين السفراء، والوزراء، والقضاة، ومنح الموافقة الملكية على التشريعات (وهو دور الملك أيضًا)، وإصدار الأوامر القضائية لإجراء الانتخابات، ومنح التشريفات والأوسمة. الحاكم العام هو رئيس المجلس التنفيذي الفيدرالي والقائد العام لقوات الدفاع الملكية الأسترالية. يضطلع الحاكم العام بهذه المناصب وفقًا للدستور الأسترالي. من الناحية العملية، ما عدا بعض الظروف الخاصة جدًا، فالحاكم العام يمارس هذه السلطات بمشورة رئيس الوزراء. وهكذا، يوصف المنصب الذي يشغله الحاكم العام على أنه شرفي.
رئيس الوزراء الأسترالي، هو رئيس مجلس الوزراء ورئيس الحكومة، ويشغل منصبه بتكليف من الحاكم العام لأستراليا.
من ناحية فعلية، إن منصب رئيس الوزراء هو أقوى منصب سياسي في أستراليا. رغم كونه على رأس الحكومة، فإن منصب رئاسة الوزراء ليس مذكورًا في الدستور بشكل محدد، بل يوجد وفقًا لعرف سياسي غير مكتوب. في ما عدا الظروف الاستثنائية، يكون رئيس الوزراء دومًا قائد الحزب السياسي أو الائتلاف الحائز على ثقة الأغلبية في مجلس النواب.
مجلس الوزراء هو مجلس يضم كبار وزراء الحكومة ومسؤول عن البرلمان. يعين الحاكم العام مجلس الوزراء بمشورة من رئيس الوزراء. تجري الاجتماعات الخاصة وشبه السرية لمجلس الوزراء أسبوعيًا لنقاش المسائل الملحة وصياغة السياسات العامة. خارج المجلس، يوجد عدد من الوزراء المسؤولين عن بعض السياسات الخاصة، وهم مسؤولون أمام أحد كبار الوزراء في المجلس. لا يعترف الدستور الأسترالي بمجلس الوزراء كهيئة قانونية، ولا تحمل قرارته صفة قانونية.
جميع أعضاء الوزارة هم أيضًا أعضاء في المجلس التنفيذي، وهو عبارة عن هيئة يرأسها نظريًا الحاكم العام، والتي تجتمع حصرًا للمصادقة على قرارات مجلس الوزراء ومنحها صفة قانونية. لهذا السبب، يوجد دائمًا عضو من الوزارة في منصب نائب رئيس المجلس التنفيذي. وفقًا للمادة 64 من الدستور، يُختار الوزراء من أعضاء البرلمان المنتخبين، وهو الأمر الذي يظهر تأثير نظام ويستمنستر.
عملًا بمبدأ المسؤولية الجماعية في مجلس الوزراء، يتوقع من جميع الوزراء الدفاع عن القرارات المشتركة لمجلس الوزراء، سواء اتفقوا معها شخصيًا أم لا. أما الوزراء الذين لا يدافعون علنًا عن سياسات الحكومة، ينتظر منهم تقديم استقالاتهم. يندر جدًا حدوث هكذا استقالات؛ ويندر ظهور الانقسامات داخل الحكومة إلى العلن، الأمر الذي يعكس مقدار الجدية التي توليها السياسة الأسترالية للولاء الحزبي الداخلي.

## السلطة القضائية

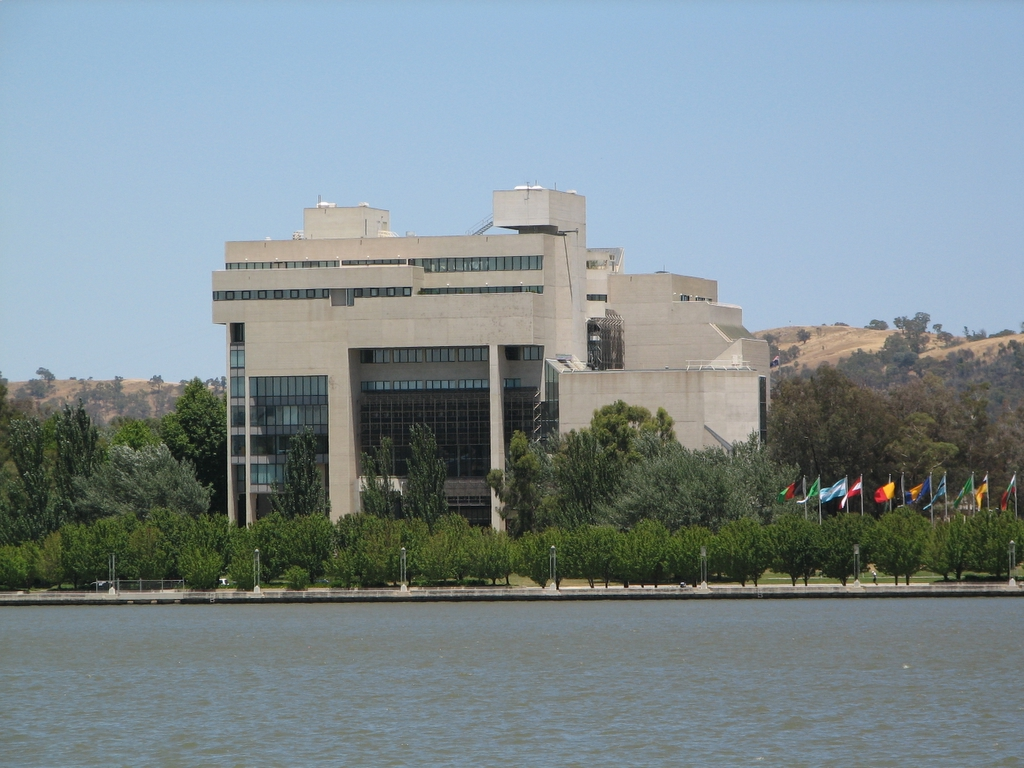
مبنى المحكمة العليا الأسترالية

المحكمة العليا في أستراليا هي أعلى محكمة وآخر محكمة استئناف في أستراليا. تتمتع باختصاصها الأصلي الابتدائي واختصاص الاستئناف، ولها سلطة المراجعة القضائية على القوانين التي أقرها البرلمان الأسترالي وبرلمانات الولايات، وتتولى تفسير أحكام الدستور الأسترالي. كلفت المحكمة العليا بموجب المادة 71 من الدستور، والتي توكل إليها السلطة القضائية لكومنولث أستراليا. تأسست المحكمة العليا وفقًا للقرار القضائي 1903. تتكون المحكمة العليا من 7 قضاة.
تتمتع المحاكم العليا في الولايات بسلطة غير محدودة للبت في النزاعات، وهي تمثل قمة التسلسل الهرمي للمحاكم ضمن نطاق اختصاصها القضائي. يمكن رفع الطعون من المحاكم العليا في الولايات إلى المحكمة العليا في أستراليا.
أما المحاكم الدنيا تأتي ثانيًا بعد المحاكم العليا. تأسست وفقًا للتشريعات ولها سلطة البت في الأمور التي خولها البرلمان سلطة النظر فيها. يمكن أيضًا استئناف قرارات المحاكم الدنيا أمام المحكمة العليا في الولاية، ثم يمكن رفعها إلى المحكمة العليا في أستراليا.

## السياسة

### نظام الحكم
أنشئ نظام الحكم في أستراليا على الطراز الديمقراطي الليبرالي. كما أن الممارسات والهيئات الحكومية الأسترالية المبنية على قيم التسامح الديني، وحرية التعبير والتجمعات، وسيادة القانون، تعكس النموذجين البريطاني والأمريكي. وتعتبر هذه الممارسات أسترالية بحتة في ذلك الوقت.

### ملكية دستورية
وبالرغم من أن أستراليا دولة مستقلة، فإن تشارلز الثالث ملك بريطانيا العظمى هو أيضًا ملك أستراليا رسميًا. ويتم تعيين الحاكم العام من قبل الملك ليقوم بتمثيله (ويكون التعيين مبنيا على إفادة من الحكومة الأسترالية المنتخبة). ويتمتع الحاكم العام بسلطة واسعة ولكن جرى العرف بأن يعمل بمشورة الوزراء في جميع الأمور.

### نظام الانتخابات
أنشئت دولة الكومنولث الأسترالية في عام 1901 عندما وافقت المستعمرات البريطانية السابقة على الاتحاد – وهي تشكل حاليا الولايات الستة. وقد قامت الحكومة الفيدرالية الأسترالية الأولى بتبني الممارسات والمبادئ الديمقراطية التي شكلت برلمانات المستعمرات في فترة ما قبل الاتحاد (مثل «رجل واحد صوت واحد» وحق اقتراع النساء).
وورثت المستعمرات الأسترالية تقليدا انتخابيا مي بريطانيا تضمن حق الانتخاب المحدود والتصويت العام والمتعدد. بيد أن الانتهاكات مثل الرشاوى، وتهديد الناخبين أدت إلى تغيير في النظام الانتخابي. وأستراليا لها الريادة في مجال الإصلاحات التي تؤيد الممارسات الانتخابية للديمقراطيات الحديثة.
وفي عام 1855، أطلقت ولاية فيكتوريا نظام الاقتراع السري، والذي أصبح معروفا في العالم اجمع باسم «الاقتراع الأسترالي». وفي عام 1856، ألغت ولاية جنوب أستراليا متطلب مؤهلي المهنة والملكية وأعطت حق التصويت لجميع الذكور البالغين، وفي عام 1892 أعطت حق التصويت لجميع الإناث البالغات. وفي العام 1980 تبنت المستعمرات مبدأ صوت واحد للفرد، موقفة بذلك ممارسة التصويت المتعدد.
يجب أن تعقد الانتخابات الوطنية العامة خلال ثلاثة أعوام من أول اجتماع للبرلمان الفيدرالي. ويكون متوسط عمر البرلمان حوالي عامين ونصف العام. وعمليا، تعقد الانتخابات العامة عندما يوافق الحاكم العام على طلب مقدم من رئيس الوزراء، الذي يقوم باختيار تاريخ الانتخابات.
وقد تغير الحزب الحاكم بمعدل مرة كل خمسة أعوام وذلك منذ إنشاء النظام الفيدرالي في عام 1901، ولكن مع تفاوت كبير في طول فترة بقاء الحكومة.

### الأحزاب
وقد قاد الحزب الليبرالي تحالفا بقي أطول فترة في الحكم دامت لمدة 23 عاما منذ عام 1949 وحتى 1972. وقبل الحرب العالمية الثانية، دامت بعض الحكومات لمدة تقل عن العام الواحد، ولكن منذ عام 1945 لم يكن هناك سوى سبع تغيرات في الحكومة.
التصويت إجباري على جميع المواطنين فوق سن الثامنة عشرة خلال الانتخابات الفيدرالية وانتخابات الولايات، وقد يترتب عن التقاعس في هذا الشأن غرامة مالية أو مساءلة قضائية.
الأحزاب
مقارنة بالدول الأخرى، تعتبر عمليات الأحزاب السياسية الأسترالية الداخلية غير منظمة، بينما تبقى أنظمتها صارمة جدا. هناك نظام رسمي لتسجيل الأحزاب والإفادة عن بعض الأنشطة عن طريق الهيئة الانتخابية الأسترالية ونظيراتها في الولايات والمقاطعات.
ولدى أستراليا أربعة أحزاب أساسية. حزب العمل الأسترالي، وهو حزب اشتراكي ديمقراطي أسس من قبل الحركة العمالية الأسترالية. ويحكم حزب العمل الأسترالي منذ أواخر عام 2007. وهناك الحزب الليبرالي الذي هو حزب يمين الوسط. كما أن هناك الحزب الوطني الأسترالي، المعروف سابقا باسم حزب البلد، وهو حزب محافظ يمثل الاهتمامات القروية. وهناك أيضا الحزب الأخضر الأسترالي وهو حزب يساري ومعني بالأمور البيئية.

### السلطة التشريعية
الحكومة الأسترالية ترتكز على البرلمان المنتخب شعبيا والذي ينقسم إلى مجلسين: مجلس النواب ومجلس الشيوخ. ويدير الوزراء المعينون من هذين المجلسين الحكومة التنفيذية، وتؤخذ القرارات المتعلقة بالسياسات في اجتماعات مجلس الوزراء. وما عدا إعلان القرارات، تظل مناقشات المجلس غير معلنة. ويتقيد الوزراء بمبدأ التضامن بين أعضاء مجلس الوزراء الذي يعكس عن قرب النموذج البريطاني حيث يكون مجلس الوزراء مسئولا أمام البرلمان.

### الدستور
لدى أستراليا دستور مكتوب. ويحدد الدستور الأسترالي مهام الحكومة الفيدرالية والتي تتضمن العلاقات الخارجية، والتجارة، والدفاع والهجرة. وتتولى حكومات الولايات والمقاطعات كافة الشؤون غير الموكلة إلى الكومنولث، وتلتزم بمبادئ الحكومة المسئولة. بينما في الولايات، يتم تمثيل الملك من قبل حاكم لكل ولاية.
وتقوم المحكمة العليا الأسترالية بالتحكيم في المنازعات بين الكومنولث والولايات. وقد أدى الكثير من قرارات المحكمة إلى توسيع السلطة الدستورية ومهام الحكومة الفيدرالية.
ويمكن تعديل الدستور الأسترالي فقط من خلال موافقة جمهور الناخبين عبر استفتاء شعبي والذي يجب أن يكون بمشاركة قوائم الناخبين. ويجب أن تتم الموافقة على مشروع قرار التعديل من قبل مجلسي البرلمان، أو في بعض الأحيان المحددة، فقط من قبل أحد المجلسين في البرلمان. ويجب أن تتم الموافقة على أي تعديل بالأغلبية المضاعفة – الأغلبية الوطنية من الناخبين بالإضافة إلى أغلبية الناخبين في معظم الولايات (أربعة ولايات على الأقل من ستة). وفي حال تأثر أي ولاية أو ولايات بموضوع الاستفتاء الشعبي، يجب على أغلبية الناخبين في تلك الولايات الموافقة على التعديل. ويشار إلى هذا عادة بمصطلح حكم «الأغلبية الثلاثية».
إن شرط الأغلبية المضاعفة يجعل إجراء أي تعديلات على الدستور صعبا. ومنذ إنشاء الاتحاد الفيدرالي في 1901، تمت الموافقة على ثمانية من أصل 44 مقترح لتعديل الدستور. وعادة ما يتردد الناخبون في دعم ما يعتقدون أنه سيزيد من سلطة الحكومة الفيدرالية. كما يمكن للولايات والمقاطعات إجراء استفتاءات عامة.

### سيادة البرلمان

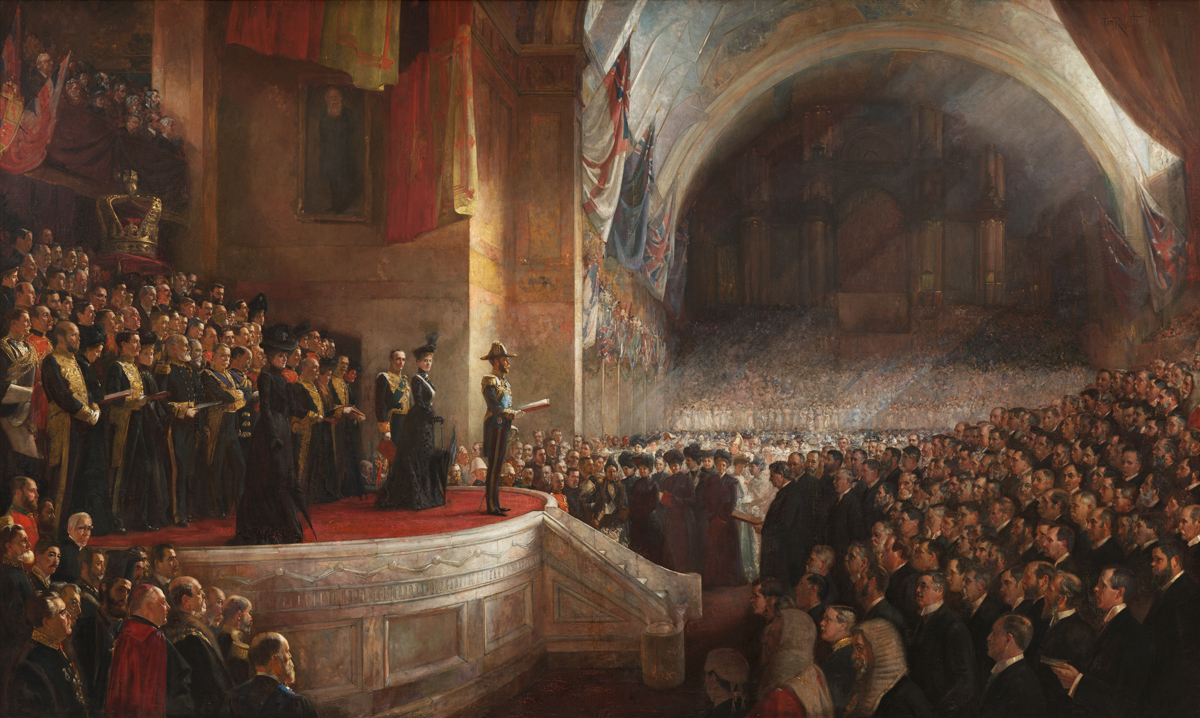
افتتاح برلمان أستراليا في 1901.

يحدد الدستور الأسترالي سلطات الحكومة في ثلاثة فصول منفصلة – التشريعية، والتنفيذية والقضائية – ولكن يجب أن يكون أعضاء السلطة التشريعية أيضا أعضاء في السلطة التنفيذية. وعمليا، يوكل البرلمان سلطات تنظيمية واسعة إلى السلطة التنفيذية.

#### مجلس النواب
وتتكون الحكومة في مجلس النواب من قبل الحزب القادر على التحكم في الأغلبية في ذلك المجلس.

#### مجلس الشيوخ
وعادة ما تتحكم أحزاب الأقلية في توازن القوى في مجلس الشيوخ، الذي يعمل كهيئة لمراجعة قرارات الحكومة. ويتم انتخاب أعضاء مجلس الشيوخ لمدة ستة أعوام، وفي أي انتخابات عامة عادية، فقط نصف أعضاء المجلس يواجهون الناخبين.
وفي جميع البرلمانات الأسترالية يمكن طرح الأسئلة دون استئذان مسبق، وهناك تبادل صارم بين الحكومة والمعارضة في الأسئلة الموجهة للوزراء في «فترة الأسئلة». وتقوم المعارضة بملاحقة الحكومة بأسئلتها، بينما يقوم أعضاء الحكومة بإتاحة الفرصة للوزراء لطرح سياسات الحكومة وإجراءاتها بمنظور إيجابي، أو إبراز سلبيات المعارضة.
ويمكن الكتابة بشكل محدد ومحايد عن أي شيء يقال في البرلمان دون الخوف من ملاحقة قضائية أو تشويه للسمعة. كما أن الجذب والشد الذي يحدث في «فترة الأسئلة», والمناقشات يتم إذاعتها وتكتب عنها الصحف. وقد ساعد ذلك في ترسيخ سمعة أستراليا من ناحية المناظرات العامة القوية كما يعمل ذلك كرقابة غير رسمية على السلطة التنفيذية.

### برلمانات الولايات
تخضع برلمانات الولايات للدستور الوطني بالإضافة إلى دساتير الولاية. ويلغي قانون فيدرالي أي قانون تابع لولاية في حال وجود تعارض. وعمليا، يتم التعاون بين مستوي الحكومة في جميع المجالات التي تكون فيها الولايات والمقاطعات مسئولة رسميا، مثل التعليم، والمواصلات، والصحة، وتطبيق القانون. وتتم جباية ضرائب الدخل على المستوى الفيدرالي، وهناك نقاش بين مستويات الحكومة حول الدخل الحكومي من الضرائب، كما أن ازدواجية الإنفاق هي موضوع دائم ومهم في السياسة الأسترالية. ويتم إنشاء الإدارات الحكومية بتشريع على مستوي الولاية والمقاطعة.
أن مجلس الحكومات الأسترالية هو منتدى لبدء، وتطوير وتطبيق إصلاحات السياسية الوطنية التي تتطلب نشاط تعاوني بين مستويات الحكومة الثلاثة: المستوى الوطني، ومستوى الولاية أو مستوى المقاطعة، والمستوى المحلي. وتتضمن أهداف المجلس التعامل مع الأمور الرئيسية عبر التعاون على الإصلاح الهيكلي للحكومة وعلى الإصلاحات لتحقيق اقتصاد وطني موحد وفعال في سوق وطني واحد.
ويتكون المجلس من رئيس الوزراء، ورؤساء وزراء الولايات، وكبار الوزراء في المقاطعات، ورئيس رابطة الحكومات المحلية الأسترالية.
بالإضافة إلى ذلك، فإن مجالس الوزراء (المكونة من الوزراء الوطنيين؛ والوزراء التابعين للولايات والمقاطعات، وأحيانا، ممثلي الحكومة المحلية وحكومات نيوزيلندا وبابوا نيو غينيا) تجتمع دوريا لتطوير وتطبيق الأنشطة الحكومية المتعلقة ببعض السياسات المحددة.

### التقسيمات الإدارية

#### ولايات ومقاطعات أستراليا

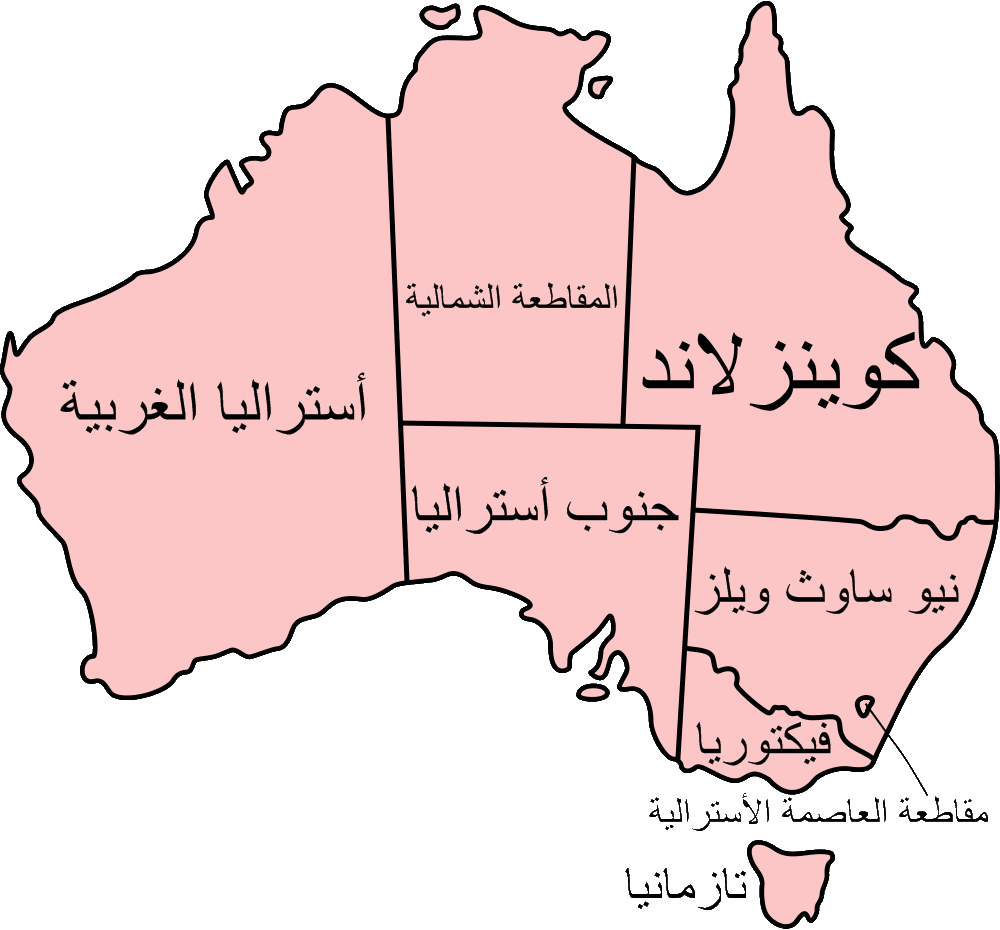
ولايات أستراليا

تنقسم أستراليا إلى ست ولايات ومقاطعتين أساسيتين في البر الرئيسي، وهن كالتالي:
1. نيو ساوث ويلز وعاصمتها سيدني
2. كوينزلاند وعاصمتها برِزبِن
3. جنوب أستراليا وعاصمتها أديليد
4. تازمانيا وعاصمتها هوبارت
5. فيكتوريا وعاصمتها مِلبورن
6. أستراليا الغربية وعاصمتها بيرث
7. إقليم شمالي وعاصمته داروِن
8. إقليم العاصمة الأسترالية وعاصمتها كانبيرا